# Itanagra
Itanagra is een gemeente in de Braziliaanse deelstaat Bahia. De gemeente telt 6.884 inwoners (schatting 2009).